# Municipio de Brushy Lake
El municipio de Brushy Lake (en inglés: Brushy Lake Township) es un municipio ubicado en el condado de Cross en el estado estadounidense de Arkansas. En el año 2010 tenía una población de 339 habitantes y una densidad poblacional de 2,39 personas por km².

## Geografía
El municipio de Brushy Lake se encuentra ubicado en las coordenadas 35°18′17″N 90°57′28″O / 35.30472, -90.95778. Según la Oficina del Censo de los Estados Unidos, el municipio tiene una superficie total de 141.72 km², de la cual 141,38 km² corresponden a tierra firme y (0,24 %) 0,34 km² es agua.

## Demografía
Según el censo de 2010, había 339 personas residiendo en el municipio de Brushy Lake. La densidad de población era de 2,39 hab./km². De los 339 habitantes, el municipio de Brushy Lake estaba compuesto por el 97,35 % blancos, el 0,59 % eran afroamericanos y el 2,06 % eran de una mezcla de razas. Del total de la población el 0 % eran hispanos o latinos de cualquier raza.